# يثرب
يَثْرِب هو الاسم السابق للمدينة المنورة قبل الهجرة النبوية للرسول سميت يثرب بهذا الاسم نسبة إلى يثرب ابن قاينة بن مهلائيل بن إرم بن عبيل بن عوض بن إرم بن سام بن نوح. والجدير بالذكر هو كراهية إطلاق هذا الاسم عليها، والأحرى تسميتها باسم المدينة (دون لفظ "المنورة") وطيبة وبأسمائها الأخرى التي أطلقت عليها بعد الهجرة النبوية و تعد مدينة يثرب الحجازية من أمهات المراكز الزراعية في بلاد العرب.
شاع اسم يثرب قديماً ووجد في نقوش وكتابات غير عربية فظهر في جغرافية بطليموس اليوناني باسم يَثْرپا (Γιαθρίμπ) وفي كتاب اسطفان البيزنطي باسم يثرب (YATHRIP) وظهر اسمها في نقش على عمود حجري بمدينة حران (اتربو) (ITRIBO).
استوطنتها قبيلة عبيل بقيادة يثرب التي سميت باسمه ووجدوا فيها أرضاً خصبة وشجراً وماء حتى جاء العماليق وسكنوها بعدهم والعماليق من أحفاد نوح خرجوا من بابل واستوطنوا ما بين تهامة ومكة وبقوا فيها إلى زمن ملكهم السميدع، ثم جاءت جرهم فأخرجتهم من المنطقة وسكنت مكة
اكتسبت يثرب مكانتها المقدسة بعد هجرة الرسول وصحابته وأصبحت المدينة المنورة ثاني الحرمين الشريفين. تكونت فيها أول دولة إسلامية دستورها القرآن وأصبحت أول عاصمة إسلامية لدولة يحكمها رسول مبعوث ومن بعده الخلفاء الراشدون حتى وفاة الخليفة الثالث عثمان بن عفان وكان الخليفة الراشدي الرابع علي بن أبي طالب قد نقل العاصمة من المدينة للكوفة لأسباب سياسية وبعده نقلها معاوية بن أبي سفيان لدمشق ثم نقلها العباسيون لبغداد بعد تأسيسها.

## التأسيس
من المستحيل أن نجزم بسنة محددة نؤرخ بها تأسيسها، فنحن لا نعرف على وجه اليقين كم من القرون تفصل بين نوح والهجرة النبوية وما ذكره بعض المؤرخين روايات شفهية لا تستند إلى دليل مرجح. وكل ما يمكن أن نتوقعه هو أنه حدث في عهود سحيقة على أيدي أمم انقرضت، فعبيل أو العماليق، هي من الأمم البائدة، وليس لدينا آثار تساعدنا على تحديد فترة زمنية معينة للتأسيس. ويضع بعضهم تاريخاً تقريبياً يمتد إلى 1600 سنة قبل الهجرة النبوية اعتماداً على أن قبيلة عبيل كانت تتكلم العربية، وأن اللغة العربية وجدت في ذلك التاريخ. ويقترب هذا التحديد من الزمن الذي وجدت فيه كلمة "يثرب" في الكتابات التاريخية عند غير العرب وفي بعض النقوش المكتشفة. فقد ورد اسم يثرب في الكتابات عند "مملكة معين" وذكرت بين المدن التي سكنتها جاليات معينية. ومن المعروف أن المملكة المعينية قامت في جزء من اليمن في الفترة ما بين 1900 و1000 قبل الميلاد. وامتد نفوذها في فترة ازدهارها إلى الحجاز وفلسطين، وعندما ضعف سلطانها كونت مجموعة مستوطنات لحماية طريق التجارة إلى الشمال، وكان هذا الطريق يمر بيثرب. ويتفق هذا التاريخ التقريبي أيضاً مع التاريخ الذي يذكره المؤرخون لوجود العماليق وحروبهم مع بني إسرائيل في شمال الجزيرة العربية وسيناء.

## يثرب في المرحلة الأولى
إن صح أن فرع عبيل هو الذي أنشأ يثرب، فإن الأخبار عن عبيل قليلة جداً، لا تساعدنا على تكوين صورة واضحة. ونفهم من روايات النسابين أن عبيل هو الحفيد الرابع لنوح حسب رواية الطبري، أو الحفيد السادس حسب رواية السهيلي وابن خلدون. وكان يعيش في بابل مع أقاربه من أبناء نوح الآخرين. وقد ذكر في سفر التكوين أن عموبال (عبيل) هو أحد أولاد مقعان (قحطان). ويرى المؤرخون أن بابل وصلت إلى درجة لا بأس بها من التطور الزراعي بعد وفاة نوح، فقد خلفه بعض أبنائه وأصبحوا ملوكاً على المدينة، وعندما خرج فرع (عبيل) بقيادة يثرب بن قاينة من بابل ساروا مدة عشرين يوماً حتى وصلوا إلى موضع المدينة فنزلوها وسموها باسم قائدهم يثرب، وحملوا معهم مدنيّتهم الزراعية وقد أورد السمهودي في كتابه "وفاء الوفا" أبياتاً في رثاء العبيليين نستشف منها أثر تقدمهم الزراعي والرعوي آنئذ تقول الأبيات:
| عين جودي على عبيل وهل يرجع |  | من فات بيضها بالسجام   |
| عمروا يثربا وليس بها شفر   |  | ولا صارخ ولا ذو سنـام  |
| غـرسوا لينها بمجرى معين    |  | ثم حفوا النخيل بالآجام |

ومع أننا لا نثق بصحة الأبيات، ونتوقع أن تكون من نحل القصاصين، فإن الصورة التي رسمتها للعبيليين متوافقة مع ما يذكره المؤرخون عن أهل بابل ونشاطهم الرعوي والزراعي. إن الأرض الخصبة، ووفرة المياه فيها، ساعدت العبيليين على زراعة النخيل، وتربية الحيوانات في يثرب. ويمكن أن نتصور حياة عبيل في يثرب آنئذ على النحو التالي:
مجموعة من الأسر تسكن قرية صغيرة كثيرة الأشجار والمياه، تربي حيواناتها المدجنة: الإبل والخيل والغنم، وتزرع النخيل وبعض الخضراوات والفواكه الأخرى، وتستمتع بمحصول وافر ونتاج جيد، وفي شبه عزلة عن العالم الخارجي البعيد والمجهول، تحميها الجبال والتلال البركانية التي تحيط بالمنطقة ولا تترك منفذاً إليها سوى بعض الدروب التي يمكن مراقبتها وتحصينها. وقد التمس الدكتور جواد علي ما يثبت وجود قبيلة عبيل في الكتابات القديمة، وأشار إلى وجود اسم عموبال في بعض أسفار التوراة التي تذكر أنه ابن من أبناء يقطان، كما أشار إلى أن المؤرخ بليتوس يذكر اسم موضع يقال له: (أباليتس) (Ablates) أي العبيليين.

## العماليق
أطلق اسم العماليق على قبائل قديمة انقرضت، وقد أوردت بعض الكتب أخباراً عنهم تمتزج بالأساطير، فاسمهم يوحي إلى الأذهان بضخامة أجسامهم، وقد دفع هذا الإيحاء بعض الرواة إلى المبالغة والتهويل، فنقل لنا السمهودي رواية تزعم أن ضبعاً وأولادها وجدت رابضة في تجويف عين رجل ميت من العماليق، وأنه كانت تمضي أربعمائة سنة لا يموت منهم أحد، ولا شك أن هذه الرواية وأمثالها من صنع قصاصين يحرصون على استثارة جمهورهم بالخوارق والعجائب.
وبعيداً عن تلك المبالغات، فإن كلمة عملاق في اللغة تعني الطويل، ويبدو أن تلك القبائل كانت تتميز بشيء من الطول والجسامة، ويرى بعض المؤرخين الحديثين أن سكان الجزيرة العربية كانوا حتى عام 1600 قبل الهجرة ضخاماً، وبقي لهم أحفاد إلى ما بعد ذلك وعرفوا بهذا الاسم، وإن لم يكونوا يحملون ذلك القدر من الطول ولا يعمرون ما يعمر به أسلافهم. والعماليق في كتب التاريخ العربية من أحفاد عمليق بن لاوذ بن سام بن نوح، كانوا يسكنون مع الأحفاد الآخرين لنوح في منطقة الرافدين ثم خرجوا مع مجموعات أخرى، وتكاثر أحفاد نوح حتى زاحم بعضهم بعضاً. وصل العماليق برفقه إخوانهم من طسم وجديس وباقي إخوانهم من ذرية إرم بن سام إلى الجزيرة العربية وقد سبقهم ثمود وعاد وأميم وأوبار وعبيل وأغلبهم شعوب استقرت في الأحقاف حضرموت وظفار والربع الخالي حاليا من جنوب الجزيرة العربية وانتشروا في أنحائها، ثم هاجرت بعضهم من الأحقاف مثل ثمود وعبيل وسكنت قبائلهم الكثيرة في نجد والبحرين وعمان واليمن وتهامة وبلغوا أطراف بلاد الشام، وكان منهم فراعنة مصر أيضاً، ويذكر الطبري أن الذين سكنوا يثرب منهم هم من قبيلة جاسم، ويذكر ابن خلدون قبائل أخرى هي: بنو لَفٍّ وبنو سعد بن هزال، وبنو مطر، وبنو الأزرق. ولا نعرف متى استوطن العماليق في يثرب على وجه التحديد، وربما نزلوها بعد خروجهم من أرض الرافدين. وقد اختلف المؤرخون هل هم الذين أسسوا يثرب أم قبيلة عبيل؟ وهل انتزعوها منهم؟ وهناك من يعتقد أن العماليق هم من عبيل نفسها. والذي يتفقون عليه هو أن وجود العماليق قديم في يثرب سواء في فترة التأسيس أو بعدها مباشرة. ومن المؤكد أن العماليق وجدوا في يثرب قديماً، وأنهم عرب. ويرى الطبري أن جدهم عمليق هو أول من تكلم العربية. كما أن أسفار التوراة ذكرتهم عدة مرات وسمتهم باسمهم العماليق حيناً وباسم الجبارين حيناً آخر. وذكرت أسماء بعض زعمائهم ومدنهم العربية، فقد عاصروا خروج بني إسرائيل من مصر، واصطدموا معهم في معارك عدة بمنطقة سيناء.
وقد أنشأ العماليق في يثرب مجتمعاً زراعياً ناجحاً يحقق الاكتفاء الذاتي وانهمكوا في زراعة أراضيهم الخصبة وتربية ماشيتهم، وعاشوا حياتهم مستمتعين بوفرة محاصيلهم أول الأمر، وعندما نمت التجارة أسهموا فيها، ووصلت قوافلهم إلى غزة، ولكن تجارتهم بقيت محدودة لا تعادل تجارة أهل مكة، وآثروا عليها الزراعة بسبب خصب أراضيهم وكثرة مياههم. وقد درّت عليهم أعمالهم الناجحة أموالاً طائلة. وخافوا من عدوان القبائل الأخرى التي تجدب أرضهم وتشح مواردهم فبنوا الآطام، وهي حصون صغيرة تتسع لعائلة أو بضع عائلات وتحميهم من غارات الأعداء.
وقد عمر العماليق في يثرب ماشاء الله، ثم وفدت عليهم قبائل أخرى ساكنتهم، فالوفرة التي وصل إليها العماليق جعلتهم يقبلون مساكنة الوافدين إليهم ليستفيدوا من العمالة الطارئة، فيخفف عنهم القادمون أعباء العمل في الأرض، ويجد أصحاب الأرض فرصة للتمتع بثرواتهم وما لبث الوافدون أن استثمروا بعض الأراضي التي لم يستثمرها العماليق في المنطقة، وتحولوا إلى ملاّك وأثروا وجاروا العماليق في حياتهم.
وخلال رحلة السنين الطويلة، حصل تزاوج وتمازج بين العماليق والقبائل الوافدة، وظهرت أجيال جديدة تحمل دماءً مختلطة، وما لبث العماليق المتميزون بضخامة الأجسام أن قل عددهم تدريجياً، ولكنهم لم ينقرضوا تماماً، بل بقيت منهم بقية إلى ما بعد وصول اليهود إلى يثرب ويذكر المؤرخ العربي ابن زبالة أن بني أنيف ـ وهم حي أقاموا مع اليهود قبل وصول الأوس والخزرج ـ كانوا منهم. وعندما وصل الإسلام إلى يثرب لم يكن قد بقي منهم إلا أفراد قلائل تميزوا بطول القامة.

## يثرب والمعينيون
وتضمنت بعض النصوص المعينية القديمة اسم يثرب أيضًا، كما ذكره الرحالة بطلميوس السكندري في منتصف القرن الثاني للميلاد، بصيغتي Iathrip- Pa or Jathrippe، وأشار إليه اسطفانوس البيزنطي باسم Iathrippa Polis أي مدينة يثرب، وذلك بما يدل على أنها كانت قد استكملت الطابع المدني وتميزت به عما حولها من أراضي الزراعة ومضارب البدو. وتأيد هذا في تسميتها العربية المدينة التي قد تعبر عن هذا التحول، وتكون عربية الأصل أدي خصب يثرب وثراؤها النسبي إلى كثرة عمرانها، وأدى موقعها الاستراتيجي والظروف التي مرت بها إلى تعدد طوائف سكانها ولعل ما يقال عن تداخل الجماعات ذات الأصول القحطانية والعدنانية في يثرب يشبه ما كانت الحال عليه قديمًا في لحيان وتيماء وغيرها من حيث نزول جاليات تجارية عربية جنوبية معينية وسبئية في أرضها لكي ترعى المصالح التجارية لدولها الجنوبية، ولما طال المقام بها اختلطت وتصاهرت مع السكان الأصليين من العرب الشماليين وتعد المملكة المعينية من أقدم الممالك العربية الجنوبية التي وصلتنا بعض أخبارها عن طريق المكتشفات الأثرية، ظهرت في شمالي اليمن وازدهرت وامتد نفوذها في الفترة ما بين 1300 ـ 630 قبل الميلاد، وقد ذكرها بعض الجغرافيين الغربيين، مثل (تيودورس) الصقلي (وسترابون) الروماني، أما المؤرخون والجغرافيون العرب فلم تصلهم أخبارها. يقول عنها ياقوت الحموي معين: اسم حصن باليمن ومدينة باليمن تذكر في براقش، قال عمرو بن معديكرب:
ينادي من براقش أو - معين فأسمع واتلأب بنا مليع
وتدل الآثار المكتشفة أن المملكة المعينية كانت لها صلات وثيقة مع جاراتها تحولت إلى نفوذ وسيطرة، فامتدت سلطتها من جنوبي اليمن إلى الحجاز وحتى فلسطين. وقد وجد المنقبون كتابات معينية تذكر أن يثرب ومؤان، وعمون، وغزة كانت جزءاً من المملكة المعينية وأرضاً خاضعة لها، وأن ملوك معين كانوا يعينون حكاماً عليها باسمهم ويلقب الحاكم (كبر) أي كبير، ويتولى الحكم باسم الملك، ويجمع الضرائب ويحافظ على الأمن. وهذا يعني أن المعينيين سيطروا على يثرب في فترة تمدد مملكتهم، أي منذ الألف قبل الميلاد، وعينوا عليها حاكماً من أهلها ـ كما كانوا يفعلون في مناطق نفوذهم الأخرى ـ لتأمين طريق تجارتهم البرية، ولم تكن سلطتهم على المدينة تتعدى الضريبة السنوية المفروضة عليهم، فضلاً عن حماية قوافلهم، ولا نجد في الكتابات القليلة عن معين أي ذكر لحروب خاضوها مع أهل يثرب، ولا أحداثاً متميزة. وجل ما نجده إشارات تبين أن سيطرتهم كانت على الحجاز بأكمله، ونظراً لضعف هذه السيطرة ظل المجتمع اليثربي مجتمعاً زراعياً ورعوياً في الغالب، ولم يشهد أية تغييرات كبيرة، اللهم إلا المزيد من الاستقرار والانتعاش والفوائد التي تأتي بها قوافل التجارة العابرة.

## يثرب في عهد مملكة سبأ
الازد
وللتوسع في هذا الموضوع كتاب الخملاني ص196 ف77

## يثرب والكلدانيون
ظهرت الدولة الكلدانية في العراق وكانت عاصمتها بابل، وقد ازدهرت ومدت نفوذها إلى مناطق واسعة في القرن السابع قبل الميلاد ووصلت في فترة من الوقت إلى الحجاز. وقد عثر في خرائب مسجد حـّران الكبير على نقش يتحدث عن أعمال الملك الكلداني نبو نيد، وفيها أنه خرج إلى شمالي الجزيرة العربية واستولى على تيماء واستقر بها، ثم استولى على المدن المجاورة وضمها إليه، وهي: مدينة ددانو وهي مدينة قديمة معروفة ذكرتها الأسفار العبرانية، ومدينة بداكوا وهي فدك، ومدينة خبرا وهي خيبر، واتريبوا وهي يثرب. وظلت خاضعة لحكم هذا الملك عشر سنوات. ونبو نيد هو آخر ملوك الدولة البابلية الكلدانية، حكم 16 سنة من سنة 556 ـ 539 ق.م، قضى عشر سنوات منها شمالي الجزيرة العربية، تاركاً عاصمته بابل تحت حكم ابنه (بلشازار) ثم عاد إلى بابل ليدهمهم الملك الفارسي قورش سنة 539 ق.م، وينهي دولتهم ويجعلها ولاية تابعة لإمبراطوريته. وقد صالح أهل يثرب الملك نبو نيد ودخلوا في طاعته سلماً بعد أن ضعف سلطان الدولة السبئية ودفعوا الضرائب التي كان يجبيها السبئيون منهم إليه.
أحضر نبو نيد معه بعض القبائل الكلدانية والأسرى اليهود إلى المنطقة، وأسكنهم فيها وأعطاهم بعض الأملاك التي نزعها من أصحابها العرب وحماهم بقطعات من جيشه، وكان يخطط لإلحاق المنطقة كلها بمملكته. ولكن الخطة لم تنجح ومات مشروعه مع عودته إلى بابل، غير أن أكثر المستوطنين الجدد بقوا في المنطقة وامتزجوا مع أهلها، ويستدل الدكتور جواد علي على ذلك بوجود بعض الألفاظ الكلدانية في لغة أهل يثرب والمناطق الأخرى التي تقع إلى الشمال منها وخاصة في الزراعة.

## يثرب والرومان
ظهرت الدولة الرومانية قبل الميلاد بعدة قرون، واشتدت قوتها فاستولت على ممالك الإغريق (اليونانيين القدماء) ومدت نفوذها إلى بقية أوروبا وغربي آسيا وشمالي أفريقيا. ولكن الرومان لم يستطيعوا التوغل في جزيرة العرب في فترة امتدادهم العسكري الكبير، لأن الصحراء الواسعة تشكل العقبة الكبيرة لجيوشهم النظامية الجرارة. ويذكر التاريخ الروماني محاولة واحدة قامت فيها حملة رومانية باختراق الجزيرة العربية إلى جنوبها للوصول إلى مناطق الذهب في أرض اليمن، وقد جرت هذه المحاولة في عهد الإمبراطور (أغسطس) عام 25 ق.م حيث أمر هذا الإمبراطور واليه على مصر (أوليوس غالوس) بإعداد الحملة وقيادتها، ورافق الحملة جغرافي معروف هو (سترابون) صديق القائد (غالوس) وكتب عنها، فوصلتنا أخبارها شبه كاملة.
خرجت الحملة بعشرة آلاف محارب روماني وألف قبطي وخمسمائة إسرائيلي، يرشدها أحد قواد الأنباط، وأبحرت من الساحل المصري للبحر الأحمر ووصلت إلى ميناء (لويكة كومة) التي يقدر دكتور جواد علي أنها ينبع، بينما يرى فؤاد حمزة أنها مويلح. بعد أن خسرت عدداً كبيراً من السفن والرجال، وفتك المرض بعدد آخر لفساد الطعام والماء وسوء الغذاء، فاضطرت إلى قضاء الصيف والشتاء فيه حتى استراح الجيش وتعافى من المرض. بعدها تحركت الحملة إلى نجران، واجتازت عدة مدن وحاربت أهلها حتى بلغت مدينة مرسيبا (مأرب) ومنها عادت إلى مدائن صالح ثم أبحرت عائدة إلى مصر، ولم تحقق الحملة أهدافها ولم تحصل على الذهب الذي خرجت لأجله، كما أنها لم تلحق المدن التي احتلتها بالدولة الرومانية. وقد تعددت الآراء حول الطريق التي سلكتها الحملة بعد نزولها في ينبع أو مويلح، ومن بين تلك الآراء رأي يفيد أن الحملة سارت في طريق (إضم) إلى يثرب لكي تتجنب الاصطدام بالقبائل التي تسكن على الطريق التجاري بين ينبع والجنوب، وأنها تابعت طريقها من يثرب إلى نجد، ومنها سارت في طريق اليمن إلى نجران.
وذكر سترابون أن ملك تلك المنطقة (ربما كان شيخ قبيلة) يدعى الحارث قد رحب بالرومانيين وساعدهم في اجتياز الطريق. وبناء على هذه الرواية (وهي أرجح الروايات) فإن الحملة قد مرت بيثرب واستراحت فيها قليلاً وتزودت بما يلزمها من الماء والطعام، فسترابون يذكر أن المنطقة كانت كثيرة العيون. ولا شك أن ذكاء الحارث وحسن تعامله مع قائد الحملة قد أفاد يثرب وبقية المدن التي مرت بها، فلم يتعرض الجيش لها بسوء، وربما يكون الحارث قد تفاهم مع شيوخ المنطقة ورؤسائها كي يتجنبوا الصدام مع الحملة. وعلى أية حال فإن الحملة لم تترك أثراً في يثرب أو في حياة اليثربيين، حتى إننا لا نجد لها ذكراً في كتابات المؤرخين القدماء، بل إن الرومانيين عامة لم يؤثّروا في حياة يثرب وأبنائها على الإطلاق. وكان مرور الجيش الروماني في هذه الحملة هو العلاقة الوحيدة والعابرة معهم.

## اليهود في يثرب
تذكر المصادر التاريخية روايات كثيرة مختلفة لوجود اليهود في يثرب في العصر الجاهلي وتجمع على أنهم جاؤوا إليها من خارج الجزيرة العربية في عدة هجرات متوالية:
الأولى في سنة 589 ق.م، عندما اقتحم بختنصر البابلي منطقة الشام وسبى معظم أهلها فهرب جماعة منهم وساروا إلى بلاد الحجاز ونزلوا يثرب. الهجرة الثانية ما بين عامي 66 - 70م عندما هاجم القائد الروماني تيتوس فلسطين ودمر المنطقة ثانية وشتتهم وأغرق عدداً كبيراً منهم في بحيرة لوط ففر الناجون إلى الحجاز ووصلوا يثرب وأقاموا فيها مع من سبقهم. الهجرة الثالثة عام 132م عندما أرسل الإمبراطور الروماني هارديان جيشاً إلى فلسطين فأخرجهم منها ومنعهم من دخولها نهائياً وفر من نجا منهم إلى جزيرة العرب.
وكانت يثرب عندما جاءها أشتات اليهود الهاربين عامرة بمجتمع يضم قبائل عربية بعضها بقية من العماليق وبعضها قبائل توافدت من أطراف يثرب القريبة والبعيدة. وأول من وصل يثرب من اليهود ثلاث قبائل هم بنو قريظة وبنو النضير وبنو قينقاع، ثم تبعتهم قبائل أخرى. ونزلت بنو النضير عند وادي بطحان وبنو قريظة عند وادي مهزور وبنو قينقاع في الوسط، ثم انتشروا في أخصب بقاع المنطقة. وقد سالموا العرب المقيمين في يثرب أول الأمر وأحسنوا التعامل معهم وانهمكوا في زراعتهم وبعض الصناعات التي كانوا يتقنونها، ودفعوا لرؤساء القبائل المجاورة إتاوة مقابل عدم مهاجمتهم، وأقاموا تجمعات مغلقة وبنوا الحصون والآطام، وجمعوا ثروات كبيرة وكان أحبارهم يختصون بالأمور الدينية ويحكمون فيما يقع بينهم من خصومات. وقد اهتموا بزراعة النخل واتسعت زراعتهم وكثرت آطامهم وانتشرت في الأطراف الشرقية والجنوبية من يثرب، ولم يتحمسوا لنشر عقيدتهم بين القبائل العربية الوثنية واكتفوا ببعض الأفراد والأفخاذ التي مالت إليهم ثم تهودت تدريجياً وما لبثوا أن سيطروا على الحركة الاقتصادية وأشاعوا القروض الربوية الفاحشة. وعندما وصلت قبيلتا الأوس والخزرج المهاجرتين من اليمن، كانوا المتنفذين في يثرب، فطلبوا منهم أن يسمحوا لهم بالنزول في المناطق المجاورة لمزارعهم، وكان اليهود في حاجة إلى الأيدي العاملة لاستثمار مزارعهم وثرواتهم المتزايدة، فسمحوا لهم بالنزول في المناطق غير المأهولة من يثرب، واستخدموهم في مزارعهم.

## العلاقات الخارجية ليثرب

### علاقات يثرب مع الدول داخل و خارج نطاق شبه جزيرة العرب[19]
إن يثرب رغم المنازعات الداخلية فيها و التي حدت من نشاطها، وحالت بينها وبين التمتع بالإمتيازات التي كان من الممكن - لولا هذه المنازعات - أن تتمتع بها. رغم كل هذا لم تقتنع يثرب بحسن العلاقات القائمة بينها وبين مدن الحجاز، بل حاولت أن تقيم علاقات حسنة مع الدول الخارجية، سواء كانت في الجزيرة العربية أو على حدودها أو مجاورة لها ،  وهذه الدول هي: الفرس، والروم، والغساسنة، و اليمن، فأما الفرس والروم فكانت علاقات يثرب بهما محدودة، ولم يتعرض شيء من المصادر  لتوضيح هذه العلاقات، والذي أدى إلى ذلك هو عدم إتصال نشاط يثرب التجاري مع هاتين الدولتين بسبب انشغالها بالخلافات الداخلية، ولا يستبعد أن يذهب بعض التجار في تجاراتهم إلى البلدين المذكورين كعادة سكان شبه الجزيرة العربية في هذه الفترة من الزمان ويقطع بعض المؤرخين بأن أهل يثرب كانوا يخرجون إلى أسواق الشام فيتجاوزون بها ، وأما دولة الغساسنة فقد ذكرت بعض المصادر أنهم كانوا من أبناء عمومة الأوس والخزرج ، والصلات بينهم كانت على ما يرام وقد ظهرت قيمة تلك العلاقات عندما استنجد الأوس والخزرج بالغساسنة ليكفوا اليهود عن عبئهم ولم يخيب الغساسنة أمل الأوس والخزرج بل أرسلوا إليهم جيشاً يحارب اليهود، ومكن للعرب، وظلت العلاقات حسنة بين يثرب والغساسنة، وقد كان شاعر المدينة المنورة (يثرب)- حسان بن ثابت الخزرجي - يذهب إلى الغساسنة، ويمدحهم، ويتغنى بما لهم من مجد وملك ، مما يدل على حسن العلاقات بين مدينة يثرب الحجازية والغساسنة، ومن ذلك قوله: 
أولاد جفنة حول قبر أبيهم ... قبر ابن مارية الكريم المفضل  
يسقون من ورد البريص عليهم ... بردى يصفق بالرحيق السلسل  
بيض الوجوه كريمة أحسابهم ... شم الأنوف من الطراز الأول  
يغشون حتى ما تهر كلابهم ... لا يسألون عن السواد المقبل 
ومن الجائز أن تكون علاقات حسان بن ثابت بالغساسنة علاقات شخصية، لا تمثل العلاقة بين البلدين بالمعنى المتعارف عليه سياسياً، لأن حسان كان شاعراً حجازيا فحلاً، وكان يمدح بني جفنة - الغساسنة- وهم كانوا يحرصون على إرضائه، ليواصل مدحه لهم، وكان ذلك هو السبب في رحلة حسان إليهم، وزيارته لهم بين الحين والحين ،  والذي يؤيد هذا في نظري عدم ذكر المؤرخين والإخباريين العلاقات بين يثرب والغساسنة بعد حادثة مساعدتهم على قتال اليهود في يثرب، ولو ظلت العلاقات بينهما على هذا الوجه ما أغفل ذلك المؤرخون الذين كتبوا عن يثرب، ولا اشتهر أمر ذلك وفاضت بذكره الكتب، على أن حساناً لم يكن يذهب إلى الغساسنة وحدهم، بل كان يذهب إلى أمراء الحيرة أيضاً ،  والذي يظهر لي ويفهم من سكوت الأخباريين أن علاقة يثرب بالغساسنة لم تكن أفضل ولا أحسن من علاقاتها بباقي مدن الجزيرة العربية ولا الدول المجاورة، حيث كانت علاقاتها بالجميع علاقات هادئة مبنية على أساس الجوار القائم على عدم الإعتداء، يوطد هذه العلاقات منافع متبادلة بين الأطراف المذكورة ،  وعلينا بعد ذلك أن نعرف كيف كانت العلاقة بين يثرب واليمن، فاليمن إحدى الدول الكائنة في جنوب جزيرة العرب، وكثيراً ما يطلق على ساكنها اسم عرب الجنوب ،  ويرجع بعض المؤرخين صلات يثرب باليمن إلى عهد المعينيين، حيث ورد اسم يثرب في الكتابات المعينية، وكانت من المواطن العربية الحجازية التي سكنتها جاليات معينية ، ولقد كان لموقع يثرب الاستراتيجي المهم في الطريق بين الحجاز والشام أثر بالغ في اتخاذها محطة للتجار القادمين من اليمن والمتوجهين إلى الشام عن طريق الحجاز، فنشأت عن ذلك صلات حسنة نتيجة للمخالطة والمعاملة ،  و لكن هذه العلاقات لم تدم بين يثرب واليمن، وبخاصة بعد أن فقد عرب الجنوب سيطرتهم على طريق البخور التجاري في الشمال الحجازي، وأخذ عرب الشمال يحلون محلهم، في التسلط والسيطرة

### علاقات يثرب مع قبائل البادية العربية بنجد و الحجاز مثل غطفان و أسد و تميم و سليم و غيرهم[21]
أساس الصلات بين أهل يثرب وجيرانهم من أهل البادية هو الحذر والاستعداد، ذلك لأن أهل البادية كانوا دائماً يتطلعون إلى ما في الحضر من الخيرات وينظرون إليها على أنها حلال لهم، فكانوا يغيرون دائماً على المدن، ويروعون أهلها وينهبون ثرواتها ،  ولم يكن جيران يثرب من البدو بأورع من غيرهم في ذلك، فكانوا يغيرون على المزارع و البساتين ، ويسوقون الماشية، ولعل هذه الحصون المنتشرة في مدينة يثرب الحجازية، والآطام المحيطة بها إنما اتخذت لصد أمثال هذه الغارات البدوية التي كانت متوقعة من حين لآخر وهي في نفس الوقت دليل واضح على صحة أساس العلاقات بين أهل يثرب وجيرانهم من البادية ،  وليس هناك حادث معين نستطيع أن نتخذه دليلاً على ذلك، ولكننا نفهم من بعض المواقف في صدر الإسلام أنه كانت هناك غارات على المدينة المنورة وأن أهل المدينة كانوا يدافعون عنها دفاع القوي القادر، وإننا لنلمح ذلك جلياً في كلام سيد الخزرج عبد الله ابن أبي بن سلول يوم أحد حين استشار الرسول محمد صلى الله عليه و سلم  أصحابه في أمر الخروج أو البقاء، يقول ابن أبي مخاطبا الرسول محمد : (يا رسول الله أقم بالمدينة لا تخرج إليهم، فوالله ما خرجنا منها إلى عدو لنا قط إلا أصاب منا، ولا دخلها علينا إلا أصبنا منه، فدعهم يا رسول الله، فإن أقاموا أقاموا بشر محبس، وإن دخلوا قاتلهم الرجال في وجههم، ورماهم النساء والصبيان بالحجارة من فوقهم، وإن رجعوا رجعوا خائبين كما جاؤوا) ،  وإن هذه الكلمة لتدل على أن المدينة المنورة كبلدة حجازية غنية كانت معرضة لغارات البدو عليها، وأن أهلها كانوا على استعداد للدفاع عنها وحمايتها، وقد كانوا كما وصفهم ابن سعد أهل قوة وبأس وجلد وخبرة بالحرب، وكانوا أهل عدة، ونجده وسلاح كما كانوا أهل حلقة وبأس

## الأوس والخزرج
يتفق المؤرخون على أن الأوس والخزرج قبيلتان قحطانيتان، جاءتا من مملكة سبأ في اليمن على إثر خراب سد مأرب، وعندما وصلتا إلى يثرب أعجبتا بما فيها من أرض خصبة وينابيع كثيرة، وقد كان سكانها (وخاصة اليهود) في حاجة إلى الأيدي العاملة لاستثمار الأراضي، فسمحوا لهم بالنزول قريباً منهم بين الحرة الشرقية وقباء، وكانت ظروف عملهم أول الأمر قاسية وبمرور الزمن تحسنت أحوالهم، فبدأ اليهود يخافون من منافستهم، فتداعى عقلاء الطرفين إلى عقد حلف ومعاهدة يلتزمان فيها بالسلام والتعايش والدفاع عن يثرب إزاء الغزاة، فتحالفوا على ذلك والتزموا به مدة من الزمن، ازداد خلالها عدد الأوس والخزرج ونمت ثرواتهم، ففسخ اليهود الحلف وقتلوا عدداً منهم وعملوا على إذلالهم، وبقي الأوس والخزرج على تلك الحال إلى أن ظهر فيهم مالك بن العجلان الذي استنجد بأبناء عمومته الغساسنة في الشام فاستجابوا له وأرسلوا جيشاً كسر شوكة اليهود فعادوا إلى الوفاق وعاشوا فترة أخرى حياة متوازنة، فعندما هاجم تبع بن حسان يثرب وأراد تخريبها، وقف الجميع في وجهه حتى رجع عن قصده وصالحهم، وفي هذه المرحلة من الوفاق تحرك أبناء الأوس والخزرج خارج الحزام الذي كانوا محتبسين فيه، وبنوا المنازل والآطام في سائر أنحاء يثرب، وتوسعوا في المزارع، وصار لكل بطن من بطونهم مواقع كثيرة، حينئذ خطط اليهود لاستعادة سلطتهم عليهم بطريقة جديدة ترتكز على التفريق بينهم وضرب بعضهم ببعض، فأعادوا التحالف معهم، وجعلوا كل قبيلة منهم تحالف واحدة من القبيلتين الأوس والخزرج تمهيداً لإيقاع الفتنة بينهم، فتحالف بنو النضير وبنو قريظة مع الأوسيين، وتحالف بنو قينقاع مع الخزرجيين، وبدأت كل فئة يهودية تسعر النار في حليفتها على الطرف الآخر وتذكي العداوة والشقاق بينهما، ونجحوا في إشعال الحروب الطاحنة التي استمرت قرابة مائة وعشرين عاماً بينهما، ولم تنته حتى جاء الإسلام فأطفأها.

## المعارك بين الأوس والخزرج
بدأت المعارك بين الأوس والخزرج بحرب سمير وانتهت بحرب بعاث قبل الهجرة بخمس سنوات وما بين هاتين الحربين نشبت أكثر من عشرة حروب، وكان لليهود دور في إثارتها وإذكائها وأهم تلك الحروب والوقائع ما يلي: حرب سمير، وحرب حاطب، ووقعة جحجبا وموقعة السرارة وموقعة الحصين بن الأسلت وموقعة فارع ويوم الربيع وموقعة الفجار الأولى والثانية وموقعة معبس ومضرس.
وكان آخرها وأشدها حرب بعاث، وقد استعد لها كل من الأوس والخزرج أكثر من شهرين بسبب الأحقاد المتراكمة وتحالف الأوس مع بني قريظة وبني النضير، بينما تحالف الخزرجيون مع مزينة وأشجع وخالفهم عبد الله بن أبي ابن سلول، والتقى الطرفان في منطقة تسمى بعاث، واقتتلوا قتالاً شديداً، وتضعضع الأوسيون وحلفاؤهم وقتل عدد كبير منهم وبدؤوا بالفرار ولكن قائدهم حضير الكتائب ثبتهم، فقاتلوا بشجاعة وهزموا الخزرجيين وحلفاءهم، وهموا أن يقضوا عليهم نهائياً حتى صرخ رجل من الأوس: «يا معشر الأوس انسحبوا ولا تهلكوا إخوانكم، فجوارهم خير من جوار الثعالب» -ويقصد اليهود الماكرين-. وبعد تلك الواقعة سئموا الحرب وكرهوا الفتنة وأجمعوا أن يتوجوا عبد الله بن أبي ابن سلول ملكاً عليهم ليستتب الأمن وتنتهي الفتن. وشاء الله أن تحدث بيعة العقبة الأولى ثم تليها العقبة الثانية في مكة وشارك فيها أفراد من القبيلتين المتصارعتين، فكانت بداية لتأليف القلوب وجمعها على الإسلام. ثم حدث أن أحد اليهود أثار هذه الفتنة مرة أخرى في أحد مجالس الأوس والخزرج في عهد الرسول ﷺ فلما علم الرسول جاء مستعجلا وقد كادوا يضربون رقاب بعضهم البعض فقال لهم: «أبدعوى الجاهلية وأنا بين أظهركم؟!» وكذلك عاشت هاتان القبيلتان تحت نور الإسلام في رخاء وألفة ووئام.